# Полтавська жіноча художньо-реміснича школа імені С. С. Хрульова
Полтавська жіноча художньо-реміснича школа імені С. С. Хрульова — середній навчальний заклад у Полтаві. Заснований у 1912 році на кошти громадського діяча, дійсного статського радника, голови правління Полтавського земельного банку, голови правління Полтавського відділення імператорського Російського музичного товариства С. С. Хрульова. У 1920 році реорганізовано на художньо-текстильну школу з відділеннями: текстильне, художніх робіт, художньої вибівки, шиття верхнього одягу і білизни. У 1923 році перетворена на індустріально-технічну профшколу, в якій учні навчалися килимарству, художньому ткацтву, вишивці (українській та народів світу). Термін навчання: трирічний. Серед викладачів: художники Є. І. Прибильська, Є. Балута, Н. О. Залозна (директор у 1923—1928 роках). Школа функціонувала до 1928 року. Навчальний заклад розміщувався на території, де тепер знаходиться Полтавський будинок зв'язку.
Будинок школи збудований у 1912 році за проектом архітекторів С. П. Тимошенка та О. М. Варяницина в модерністичній стильовій течії українського архітектурного стилю.